# Julianastraat (Paramaribo)
De Julianastraat is een straat in Paramaribo van de Van Roseveltkade naar de Verlengde Mahonylaan. De straat is vernoemd naar koningin Juliana (1909-2004).

## Bouwwerken
De straat begint vanaf de Van Roseveltkade, dicht bij de Nederlandse ambassade en de afslag naar de Mgr. Wulfinghstraat. Op de hoek bevindt zich het Dobru Oso waar de R. Dobru Raveles Stichting is gevestigd die het werk en leven van de dichter en kunstenaar R. Dobru levend houdt.
Er zijn afslagen naar links naar de Koninginnestraat en de Regentessestraat. Uiteindelijk komt de straat uit op de Verlengde Mahonylaan

### Monument
Er staat één monument aan de Julianastraat. Dit pand werd in rond 2013 gerestaureerd:
| Omschrijving | Bouwjaar  | Adres            | Coördinaten                | Objectnummer? | Afbeelding                    |
| ------------ | --------- | ---------------- | -------------------------- | ------------- | ----------------------------- |
| woonhuis     | 1922-1923 | Julianastraat 56 | 5° 50' 1" NB, 55° 9' 1" WL | BPO 105       | Meer afbeeldingen Upload foto |